# Tockoe
Tockoe (in russo Тоцкое?) è un villaggio della Russia europea sudorientale, situato nell'oblast' di Orenburg; è il centro amministrativo del rajon Tockij.
Si trova sulla riva sinistra del fiume Samara, 200 km a nord-ovest di Orenburg.